# Cratere Houzeau
Houzeau è un cratere lunare di 76,84 km situato nella parte sud-orientale della faccia nascosta della Luna.
Il cratere è dedicato all'astronomo belga Jean Charles Houzeau de Lehaie.

## Crateri correlati
Alcuni crateri minori situati in prossimità di Houzeau sono convenzionalmente identificati, sulle mappe lunari, attraverso una lettera associata al nome.
| Houzeau | Coordinate             | Diametro (in km) |
| ------- | ---------------------- | ---------------- |
| P       | 19°04′48″S 125°09′00″W | 15,23            |
| Q       | 18°36′00″S 125°23′24″W | 18,61            |